# Shenzhou 13
Shenzhou 13 var en bemannad flygning med den kinesiska rymdfarkost av typen Shenzhou. Den sköts upp med en Chang Zheng 2F/G raket från Jiuquans satellituppskjutningscenter i Inre Mongoliet den 15 oktober 2021. Några timmar efter uppskjutningen dockade farkosten med den kinesiska rymdstationen Tiangong.
Besättningen bestod av Zhai Zhigang, Wang Yaping och Ye Guangfu.
Under flygningen genomförde man två rymdpromenader.
Farkosten återinträdde i jordens atmosfär och landade i Inre Mongoliet den 16 april 2022.

## Besättning
| Befälhavare    | Zhai Zhigang Hans andra rymdfärd  |
| Flygingenjör 1 | Wang Yaping Hennes andra rymdfärd |
| Flygingenjör 2 | Ye Guangfu Hans första rymdfärd   |